# Xiamen (stacja kolejowa)
Xiamen (chiń. 厦门站; pinyin Xiàmén Zhàn) – stacja kolejowa w Xiamen, w prowincji Fujian, w Chinach. Stacja ma 3 perony.